# Apetyt na miłość
Apetyt na miłość – polski serial obyczajowy z 2006 w reżyserii Anny Kazejak, emitowany w TVP1 od 13 lipca do 27 października 2008. Autorami scenariusza są Dominik W. Rettinger i Julita Grodek.

## Emisja
Serial emitowano na antenie TVP1 od 13 lipca 2008 w niedziele o 18.25 (odcinki 1–6). Początkowo rozpoczęcie emisji było zapowiadane na 29 czerwca 2008. Po wakacjach serial przeniesiono na soboty o 13.15 (odcinki 7–10). Ostatnie trzy odcinki pokazywano w październiku 2008 w poniedziałki o 13.35 (odcinki 11–13).

## Fabuła
Akcja serialu toczy się w czasach współczesnych. Głównymi bohaterkami są dwie dziewczyny: Irmina (Paulina Chruściel) i Joanna (Katarzyna Kaźmierczak), które zostają współlokatorkami choć bardzo się różnią. Poszukują stabilizacji i pragną rozwikłać tajemnicę dziewczyny, która była wcześniej lokatorką mieszkania.

## Obsada
- Paulina Chruściel – Irmina
- Katarzyna Kaźmierczak – Joanna
- Krzysztof Kowalewski – poseł Krupisko
- Wojciech Mecwaldowski – Marcin, sąsiad dziewczyn
- Maria Maj – pani Walicka, sąsiadka dziewczyn
- Jakub Snochowski – Piotrek, kolega Irminy
- Andrzej Gałła – Stanisław Baranowski, właściciel mieszkania
- Ewa Sonnenburg – Baranowska
- Stanisław Kwaśniak – ojciec Irminy
- Łukasz Simlat – Jasiek Krajewski, mąż Joanny
- Jan Hencz – kierowca
- Jacek Kałucki – Włodek, właściciel wypożyczalni
- Romana Kamińska – pani Iwona, klientka wypożyczalni
- Michał Szewczyk – Michał, klient wypożyczalni
- Tomasz Karolak – Przemo, pracownik wypożyczalni
- Ryszard Chlebuś – dozorca w kamienicy Baranowskich
- Mariusz Siudziński – Damian Miłko, ojciec Ignasia
- Wojciech Bartoszek – właściciel motelu
- Barbara Dembińska – właścicielka motelu
- Aleksandra Leszczyńska-Jakubas – szwagierka właściciela motelu
- Michał Piela – ksiądz Czesław Pawlik
- Sambor Czarnota – dr Paweł Kroenke
- Michał Grzybowski – Wojtek, były chłopak Irminy
- Magdalena Kacprzak – Matylda, obecna dziewczyna Wojtka
- Ewa Złotowska – Zofia Halberg, córka Władysława
- Jan Nowicki – Władysław Halberg
- Agnieszka Greinert – Karolina Halberg, wnuczka Władysława
- Dorota Pomykała – teściowa Joanny
- Tomasz Sapryk – Stefan, wychowanek pani Walickiej
- Leszek Lichota – Lichota, pracownik schroniska dla zwierząt
- Janusz Chabior – Rysiek, pracownik schroniska dla zwierząt
- Czesław Majewski – pianista
- Paweł Audykowski – lekarz
- Mariusz Witkowski – Andrzej Halberg, wnuk Władysława
- Dorota Kiełkowicz – Rita Miłko, matka Ignasia
- Anna Grzeszczak – sprzątaczka
- Marek Chronowski – Guguładze, właściciel lokalu
- Artur Chamski – Michał, brat Irminy
- Iwona Dróżdż – Krystyna Dwornik
- Grzegorz Stelmaszewski – „Mały”
- Łukasz Bzura – „Barczysty”
- Ewa Tucholska – policjantka
- Grzegorz Stosz – policjant
- Ewa Wiśniewska-Audykowska – mama Radka
- Artur Majewski – Ziutek
- Tomasz Kaczmarek – Ogolony na łyso
- Daniel Adamski – Ogolony na łyso
- Robert Walczak – Bardzo wielki
- Jakub Lewandowski – Ignaś Miłko
- Halina Madany – gosposia
- Damian Hryniewicz – Radek
- Jerzy Braszka – Piżmak
- Magdalena Zając – Magda Białowąs (głos)

## Informacje dodatkowe
- Tytułową piosenkę z muzyką Roberta Jansona i tekstem Moniki Kuszyńskiej wykonują Edyta Kuczyńska i Michał Marciniak.
- Zdjęcia plenerowe zrealizowano w Łodzi.